# 伊藤舞雪のらじきち♡
『伊藤舞雪のらじきち♡』（いとうまゆきのらじきち）は、ラジオクロニクルから配信されていた伊藤舞雪がパーソナリティーを務めるラジオ番組。
2021年4月4日から2023年8月14日まで、27回にわたり配信された。

## 概要
- 伊藤舞雪が務める、初めての冠ラジオ番組。
- インターネットラジオであり、公式サイト内、Podcast、Spotify、Amazon Musicにて配信。
- 主な趣旨は、エロ要素はなしにコーナーやテーマ、リスナーの投稿を通じて自身のことを語る番組。
- Vol.2の収録後、カチコチTVから突撃撮影され『第1回カチコチTV2021年上半期 ノー〇起デートこうプレー大賞』を受賞した[1]。
- Vol.3の放送にて、元AKB48の小笠原茉由がメルきちにペンネームで投稿したものが読まれた。その後、本人の投稿と知った、fempassのスタッフが現在すでに一般人となっている小笠原茉由に対談のオファー。快諾に至り、番組がきっかけで対談記事の実現となった[2][3]。
- 2021年10月31日に開催されたオンラインイベント「ハロウィンナイト♡相沢みなみ×伊藤舞雪コラボトーク」は、自身初のコラボレーショントークイベントとなった。
- 2023年7月2日に開催された公開収録イベントで番組の終了が伝えられた。翌日には、伊藤舞雪とラジオクロニクルからTwitterにて正式に発表がされた。

## コーナー

### 主なコーナー
- メルきち：リスナーからのメッセージを読んだり、質問に答えたり、募集したテーマに寄せられた投稿を紹介するコーナー
- ネタきち：募集したテーマについて語る、Vol.11以降設けられたコーナー

### 放送別
*メルきちは毎回実施されるコーナーのため、特記の場合以外、記載は省く。
| #  | 年     | 放送開始日 | コーナー                   | 内容                                                                           |
| -- | ------ | ---------- | -------------------------- | ------------------------------------------------------------------------------ |
| 1  | 2021年 | 4月4日     | メルきちのみ               |                                                                                |
| 2  | 2021年 | 5月9日     | モテきち                   | モテるためにどのようなことをしているのか語るコーナー                           |
| 3  | 2021年 | 6月2日     | まゆきのれきち             | どういう子供だったのかどのような学生時代を送ってきたのかなど歴史を語るコーナー |
| 4  | 2021年 | 7月7日     | オフきち                   | 休日なにをしているのかどのようなものにはまっているのか語るコーナー             |
| 5  | 2021年 | 8月8日     | 趣味きち                   | 趣味やはまっていることを語るコーナー                                           |
| 6  | 2021年 | 9月8日     | モテきち#2                 |                                                                                |
| 7  | 2021年 | 10月6日    | 旅きち                     | 行きたいところや行ったところなど旅にまつわることを語るコーナー                 |
| 8  | 2021年 | 11月7日    | まゆきちベスト３           | 好きな寿司ネタランキングを語るコーナー                                         |
| 9  | 2021年 | 12月11日   | 公開収録、締めきち         | 2021年の締めくくりを語るコーナー                                               |
| 10 | 2022年 | 1月12日    | 2022年の明けましておめきち | 2022年やってみたいことなどを語るコーナー                                       |

Vol.11以降、テーマを設け、引き続きフリーメッセージとともに投稿を募集し、コーナーは毎回メルきちとネタきちを送るスタイルに変更となった。
*メルきちとネタきちは毎回実施されるコーナーのため、特記の場合以外、記載は省く。
| #  | 年     | 放送開始日 | 内容 |
| -- | ------ | ---------- | --- |
| 11 | 2022年 | 2月16日    | テーマ「バレンタインの思い出」 |
| 12 | 2022年 | 3月19日    | テーマ「出会いと別れ」 |
| 13 | 2022年 | 4月16日    | テーマ「おすすめの旅先、観光地」 |
| 14 | 2022年 | 5月22日    | テーマ「好きなお酒、つまみ」 |
| 15 | 2022年 | 6月19日    | テーマ「好きな音楽、アーティスト」 |
| 16 | 2022年 | 7月20日    | テーマ「怖い体験、ゾッとする話」 |
| 17 | 2022年 | 8月21日    | 公開収録【ゲスト：加美杏奈】テーマ「伊藤舞雪と加美杏奈に聞きたいランキング（ごはん、お酒）」                                                    |
| 18 | 2022年 | 9月21日    | 公開収録【ゲスト：加美杏奈】 テーマ「サマーメモリー」「伊藤舞雪と加美杏奈に聞きたいランキング（デートで行きたい場所、欲しいドラえもんの道具）」 |
| 19 | 2022年 | 10月26日   | 前回、公開収録時にテーマ募集を忘れたためメルきちのみ                                                                                            |
| 20 | 2022年 | 11月30日   | テーマ「まゆきちの好きなとこ」 |
| 21 | 2022年 | 12月31日   | テーマ「2022年一年を振り返って＆年末年始の過ごし方」                                                                                            |
| 22 | 2023年 | 2月4日     | メルきち（前回、テーマ募集を忘れたためフリーメッセージのみ）、ネタきち「2023年挑戦したいこと」                                                  |
| 23 | 2023年 | 3月13日    | テーマ「デビュー５周年のお祝いメッセージ」 |
| 24 | 2023年 | 4月22日    | テーマ「春のお悩み相談会」 |
| 25 | 2023年 | 5月28日    | メルきちのみ（前回、テーマ募集を忘れたためフリーメッセージのみ）、5周年イベントや初の海外イベントなどについて                                   |
| 26 | 2023年 | 7月21日    | 公開収録【ゲスト：楪カレン】前半 |
| 27 | 2023年 | 8月14日    | 公開収録【ゲスト：楪カレン】後半 |

## イベント
| 年     | 開催日   | 会場       | 内容                                                                                     |
| ------ | -------- | ---------- | ---------------------------------------------------------------------------------------- |
| 2021年 | 10月31日 | オンライン | ラジオクラウド&ラジオクロニクル特別企画 ハロウィンナイト♡相沢みなみ×伊藤舞雪コラボトーク |
| 2021年 | 11月27日 | 都内       | 公開収録＆バースデーオフ会                                                               |
| 2022年 | 8月7日   | 都内       | 公開収録＆会場限定トーク（ゲスト：加美杏奈）                                             |
| 2023年 | 7月2日   | 都内       | 公開収録＆会場限定トーク（ゲスト：楪カレン）                                             |

## グッズ
- ボイスメッセージ（2021年7月）
- オリジナルチェキ（2021年8月）
- 番組1周年記念チェキ、音チェキ（2022年3月）

## イベントグッズ
2021年公開収録&バースデーオフ会
- 公開収録限定・香り付きプロマイド（2021年11月）

2022年公開収録&会場限定トーク
- 公開収録限定・プロマイド5枚組 めがねver（2022年8月）
- 公開収録限定・プロマイド5枚組 笑顔ver（2022年8月）
- 公開収録限定・プロマイド5枚組 セクシーver（2022年8月）

2023年公開収録&会場限定トーク
- 公開収録限定・ブロマイド5枚組 セクシーver（2023年7月）
- 公開収録限定・ブロマイド5枚組 おしゃれver（2023年7月）
- 公開収録限定・ブロマイド5枚組 シークレットver（2023年7月）